# Ivána
A Ivána női név az Iván férfinév latinos képzésű párja.

## Rokon nevek
- Jována: a horvát Ivana név szerb megfelelője, becézett formája a Jovanka.

## Gyakorisága
Az 1990-es években az Ivána és az Ivica szórványos név, a 2000-es években nem szerepelnek a 100 leggyakoribb női név között.

## Névnapok
Ivána
- május 12.[2]
- május 13.[2]

Ivica
- május 12.[2]

## Híres Ivánák
- Ivana Lisjak horvát teniszezőnő
- Ivana Spagna olasz énekesnő, dalszövegíró